# Новоросійські тунелі
Новоросійські тунелі — залізничні тунелі в Краснодарському краї Росії, на лінії Кримська — Новоросійськ, на місці перетину залізницею відрогів Головного Кавказького хребта (Маркотхський хребет). Має в складі два тунелі завдовжки Великий (дві паралельні одноколійні нитки завдовжки 1637 м і 1674 м,44°49′59″ пн. ш. 37°39′03.5″ сх. д. / 44.83306° пн. ш. 37.650972° сх. д.) і Малий (одна двоколійна нитка завдовжки 525 м, 44°48′19.5″ пн. ш. 37°39′04.5″ сх. д. / 44.805417° пн. ш. 37.651250° сх. д.) розташовані майже поспіль між станціями Тунельна (селище Верхньобаканський), пл. 793 км (Убих)і Гайдук.

## Історія
Великий (початкова довжина 1590 м) і Малий (360 м) тунелі були побудовані у 1888 (найстаріші на Північно-Кавказькій залізниці) через прокладання залізниці до порту. Гілка залізниці спочатку будувалася однорейковою, але тунелі проектувалися вже з урахуванням дворейкового руху. Будівництво велося вибуховим методом водночас з обох порталів. При опорядженні використовували черепицю й потрощене каміння з навколишніх родовищ. Будівництво тунелів велося силами ув'язнених і мешканців селища Верхньобаканський. Урочисте відкриття гілки відбулося 25 червня 1888 в Новоросійську у присутності міністра шляхів К. М. Посьєта.
Під час Німецько-радянської війни тунелі двічі руйнувалися: спочатку радянськими військами під час відступу (при гітлерівській окупації було відновлено силами полонених радянських громадян), а вдруге вже німцями — також при відступі. Повторне відновлення тунелю вели німецькі військовополонені.

## Реконструкція початку 2000-х років
На початок ХХІ сторіччя Новоросійські тунелі через зростання товарообігу Новоросійського порту стали однією з найнапруженіших і критичних ділянок Північнокавказької залізниці. За минулий час тунелі занадто зруйнувались. Швидкість поїздів у тунелі не перевищувала 30 км/год.
Через це в 2003 році було прийнято рішення про будівництво паралельно існуючим нових тунелів. Реконструкція Новоросійських тунелів розпочалася в 2005 році. Спочатку було прокладено новий одноколійний тунель (1627 м) поруч зі старим двоколійним Великим Новоросійським тунелем. Кошторисна вартість будівництва склала 4,2 млрд рублів. Новим тунелем рух було відкрито 18 травня 2009 року, а старий Великий Новоросійський тунель було закрито на реконструкцію. За два роки будівельники змінили габарити старого тунелю відповідно до сучасних вимог, подовжили його до 1674 м, залишивши одну колію замість двох. Рух старим Великим Новоросійським тунелю було відкрито 3 червня 2011 року.
Реконструкція Малого Новоросійського тунелю розпочалася в 2007 році. Поруч зі старим тунелем будівельники проклали новий двоколійний завдовжки 525 м(44°48′17.5″ пн. ш. 37°39′06.5″ сх. д. / 44.804861° пн. ш. 37.651806° сх. д.), рух по якому було відкрито в травні 2010 року. Старий Малий Новоросійський тунель виявився непридатним для експлуатації та його законсервували взимку 2010 року.